# Copelatus virungaensis
Copelatus virungaensis är en skalbaggsart som beskrevs av Bilardo 1982. Copelatus virungaensis ingår i släktet Copelatus och familjen dykare. Inga underarter finns listade i Catalogue of Life.